# Mr. Holmes
Mr. Holmes er en britisk-amerikansk krimidramafilm fra 2015, instrueret af Bill Condon og baseret på Mitch Cullins roman A Slight Trick of the Mind fra 2005.

## Medvirkende
- Ian McKellen som Sherlock Holmes
- Laura Linney som Mrs. Munro
- Milo Parker som Roger Munro
- Hiroyuki Sanada som Tamiki Umezaki
- Hattie Morahan som Ann Kelmot
- Patrick Kennedy som Thomas Kelmot
- Roger Allam som Dr. Barrie
- Phil Davis som Inspector Gilbert
- Frances de la Tour som Madame Schirmer
- Colin Starkey som Dr. John Watson
- Nicholas Rowe som "Matinee Sherlock"
- Frances Barber som "Matinee Madame Schirmer"
- John Sessions som Mycroft Holmes
- Sarah Crowden som Mrs. Hudson
- Hermione Corfield som Matinee 'Ann Kelmot'